# Arriance
Arriance é uma comuna francesa na região administrativa do Grande Leste, no departamento de Mosela. Estende-se por uma área de 6.98 km², e possui 213 habitantes, segundo o censo de 2018, com uma densidade de 31 hab/km².